# 万剣 (ミサイル)
万剣は、台湾の国家中山科学研究院（NCSIST）が開発・製造した空対地巡航ミサイル。

## 設計と開発
AGM-154 JSOWやストーム・シャドウに一部似ている。2015年に連続生産が開始される予定だった。2018年に完全な運用能力が宣言された。地上打撃と海上打撃の両方の役割で機能する。万剣の開発と初期生産のコードネームは「プロジェクト 神斧」であった。
初期生産完了後、中山科学研究院は射程400kmの長距離型に着手した。

## 運用履歴
万剣は2011年に運用開始。主な発射プラットフォームはAIDC F-CK-1 C/Dである。

## 一般的な特性
- プラットフォーム: 航空機から発射
- エンジン: タービン[8]
- 射程: 200 km[1]、240 km[7]
- 誘導: GPS有効[8]